# Henrik Koppel
Henrik Emil Morris Koppel, född 1871, död 1934, var en dansk bokförläggare, även verksam i Sverige.

## Biografi
Koppel grundade år 1900 i Sverige bokförlaget Ljus. Detta kom bl. a. att introducera 1-kronasböckerna. År 1914 återvände han till Danmark och grundade Koppels förlag i Köpenhamn.
Koppel var också författare av kåserier, som var uppskattade – även om det fanns de som hade synpunkter på hans blandning av danska och svenska.  